# Nowy Podgaj
Nowy Podgaj – kolonia w Polsce położona w województwie świętokrzyskim, w powiecie jędrzejowskim, w gminie Słupia.
Kolonia przy drodze gminnej Sieńsko - Sosnowiec.
W latach 1975–1998 miejscowość administracyjnie należała do województwa kieleckiego.